# Cranoglanis
Cranoglanis è un genere di pesci ossei d'acqua dolce appartenente all'ordine Siluriformes. È l'unico genere della famiglia Cranoglanididae.

## Distribuzione e habitat
La famiglia è endemica dell'Asia orientale tropicale e subtropicale (Cina e Vietnam).

## Descrizione
La caratteristica più evidente della famiglia è la presenza di robuste placche ossee ruvide sulla testa. Hanno 4 paia di barbigli. La pinna caudale è molto forcuta. La pinna dorsale è breve e alta, con il primo raggio spiniforme e robusto, è presente la pinna adiposa. Anche le pinne pettorali hanno un raggio spinoso rigido. Non sono presenti le scaglie.
Sono pesci di taglia media, tra 20 e 40 cm circa.

## Pesca
La specie Cranoglanis bouderius ha carni considerate ottime e costituisce un importante prodotto della pesca nel fiume Zhujiang in Cina

## Specie
- Genere Cranoglanis
  - Cranoglanis bouderius
  - Cranoglanis caolangensis
  - Cranoglanis henrici
  - Cranoglanis multiradiatus
  - Cranoglanis songhongensis[2]